# Diretiva de grupo
Diretiva de Grupo ou Group Policy (GPO) é uma funcionalidade da família de sistemas operacionais Microsoft Windows NT. É um conjunto de regras que controlam o ambiente de trabalho de contas de usuário e contas de computador. Ela fornece o gerenciamento e configuração centralizados de sistemas operacionais, aplicativos e configurações dos usuários em um ambiente Active Directory. Em outras palavras, a Diretiva de Grupo controla em parte o que os usuários podem ou não fazer em um sistema de computador. Embora a Diretiva de Grupo seja mais freqüentemente vista em uso para ambientes corporativos, também é comum nas escolas, pequenas empresas e outros tipos de pequenas organizações. Geralmente é usada para restringir determinadas ações que podem representar potenciais riscos de segurança, como por exemplo: bloquear o acesso ao gerenciador de tarefas, restringir o acesso a determinadas pastas, desabilitar o download de arquivos executáveis, e assim por diante.

## Visão geral
O filtro do Windows Management Instrumentation (WMI) é o processo de personalização do escopo do GPO, através da escolha de um filtro WMI para aplicar.